# Yannick Pelletier (joueur d'échecs)
 (décembre 2024).
Cet article concerne le joueur d'échecs. Pour l'écrivain, voir Yannick Pelletier.
Pour les articles homonymes, voir Pelletier.
Yannick Pelletier (né le 22 septembre 1976 à Bienne, en Suisse) est un grand maître suisse du jeu d'échecs.

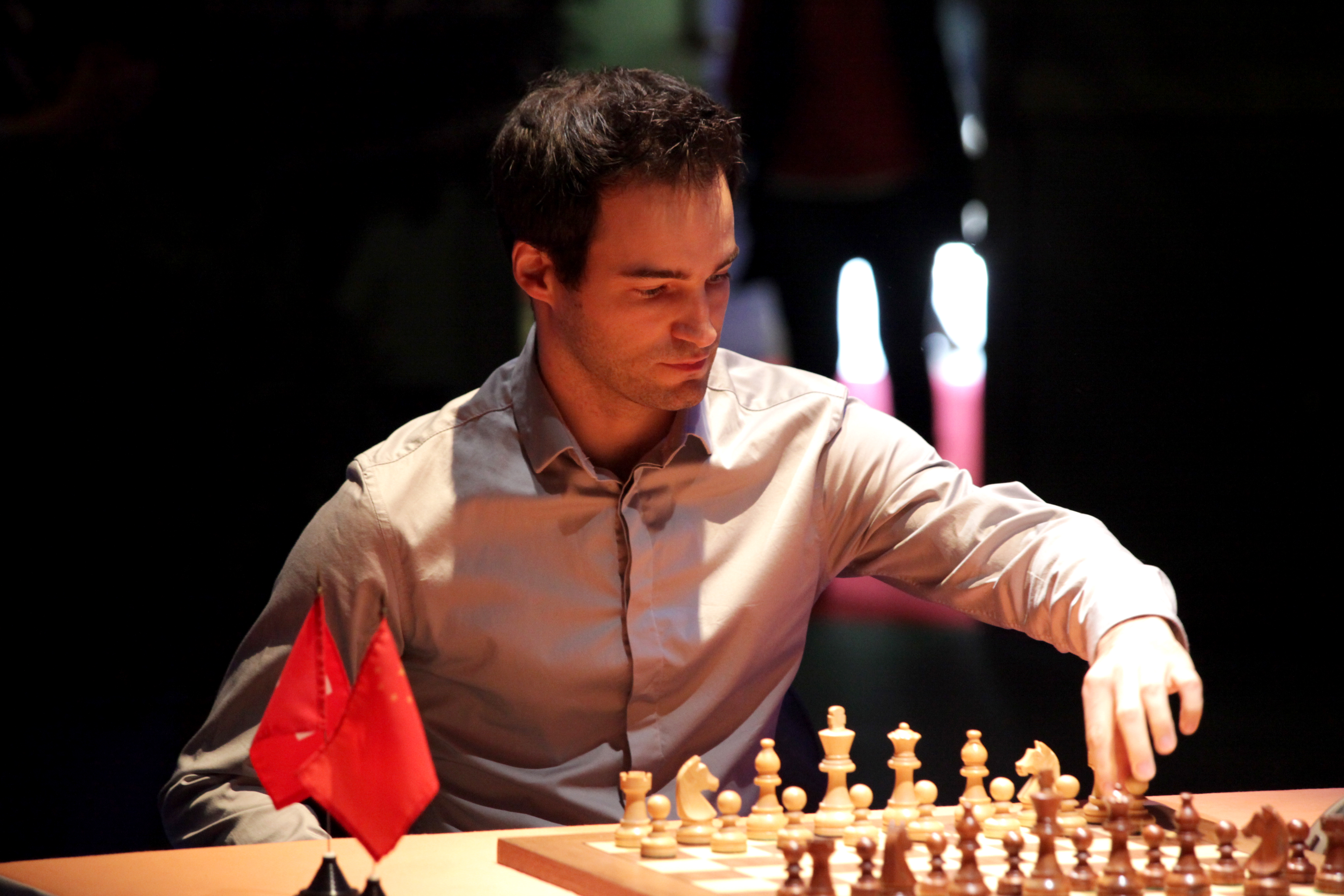
Yannick Pelletier, Cap d'Agde 2013

## Biographie
Grand maître international depuis 2001, il a remporté le championnat national à six reprises, en 1995, 2000, 2002, 2010, 2014 et 2017. Premier Suisse d'origine à dépasser la barre mythique des 2600 points, son meilleur classement Elo est de 2624, atteint en janvier 2003, faisant de lui le 69e joueur mondial de l'époque. Au 1er décembre 2016, son classement de 2577 fait de lui le 2e joueur suisse, derrière Vadim Milov.
Yannick Pelletier a remporté le championnat suisse par équipes à de nombreuses reprises, tout d'abord avec le club de ses débuts, Bienne, puis avec la SG Zurich. En 2005, il gagne la Bundesliga allemande avec le Werder Bremen. Il a aussi joué pour le club français de Clichy Échecs 92, et a contribué à ses titres de 2007, 2008, 2012 and 2013, ainsi qu'aux victoires en Coupe de France en 2008 et 2009.
En 2001, il partage la 1re place au 9e Open de Neuchâtel. Il remporte l'Open de Zurich en solitaire en 2001 (avec 6,5 sur 7) et en 2006, et partage la 1re place en 2002, 2004, 2007, 2008 et 2009. Au prestigieux 40e Festival International de Bienne, il termine 3e ex æquo avec Judit Polgár et Aleksandr Grichtchouk. Il remporte au départage le Hilton Open de Bâle 2010 et l'open du Cap d'Agde en 2012. Il gagne l'open de la Martinique seul en 2012 et au départage en 2013.
Leader de l'équipe nationale suisse, Yannick Pelletier représente son pays depuis 1996 dans toutes les grandes compétitions internationales (Olympiades d'échecs et Championnat d'Europe).
En octobre 2015, il bat le numéro 2 mondial, l'Américain Hikaru Nakamura, a la Coupe d'Europe des clubs à Skopje. À peine un mois plus tard, au Championnat d'Europe par équipes de Reykjavik, il défait le champion du monde, le Norvégien Magnus Carlsen. Il n'est que le troisième Suisse à battre un champion du monde en titre (après Oskar Nägeli en 1932, qui gagna une partie d'entraînement contre Alexandre Alekhine, et bien sûr Viktor Kortchnoï). En novembre 2016, il réalise la meilleure performance Elo de sa carrière (2803 points) à la Coupe d'Europe des clubs à Novi Sad en jouant au 3e échiquier de la SG Zurich.
Parlant couramment cinq langues (anglais, allemand, espagnol et russe, en plus de sa langue maternelle, le français), Yannick Pelletier est l'un des commentateurs les plus appréciés du circuit. L'historien Edward Winter, spécialisé dans le jeu d'échecs, l'a même inclus dans le top cinq des commentateurs sur internet.
En 2013, il devient le directeur du tournoi des grands maîtres du Festival international d'échecs de Bienne.
En septembre 2013, il prend part au biathlon de Marseille, une manifestation particulière regroupant échecs et shogi. Il remporte la moitié échiquéenne avec 4,5 sur 5 et réalise 3 points sur 5 au shogi. Ce résultat lui permet de remporter le classement général devant Jean Fortin. Depuis lors, il s'est perfectionné dans la variante japonaise du jeu d'échecs et a participé à l'International Shogi Forum de Shizuoka en 2014.

## Participations auChampionnat de France d'échecs des clubs
- Mulhouse Philidor : 2000, 2002, 2003, 2004
- Clichy Échecs 92 : 2005, 2006, 2007, 2008, 2009, 2010, 2011, 2012, 2013
- Les Tours de Haute Picardie : 2014
- Échecs Club Montpellier : 2015
- Cercle d'échecs de Bischwiller : 2016, 2017, 2018
- Asnières - Le Grand Échiquier : 2019, 2021, 2022